# Майлин
Майлин (каз. Майлин, до 1992 г. — Актобе) — село в Тарановском районе Костанайской области Казахстана. Входит в состав Асенкритовского сельского округа. Код КАТО — 396435600.

## География
Село находится к северо-западу от районного центра села Тарановское на левом берегу реки Аят.
Территория села составляет 418 га.

## Население
В 1999 году население села составляло 127 человек (62 мужчины и 65 женщин). По данным переписи 2009 года, в селе проживали 64 человека (32 мужчины и 32 женщины).
На 1 января 2013 года численность населения села составила 61 человек.

### Известные уроженцы
Беимбет (Бимухамет) Жармагамбетович Майлин (15 ноября 1894 года — 10 ноября 1939 года) — казахский советский писатель, поэт, педагог, драматург, один из основоположников казахской советской литературы.
Елубай Умурзаков (31 января 1899 года — 2 апреля 1974 года) — актёр театра и кино, певец, домбрист, народный артист Казахской ССР.
Елубай Умурзаков и Беимбет Майлин работали вместе над первым казахским звуковым фильмом «Амангельды» как главный актёр и сценарист соответственно.